# Самуел Умтити
Самуел Ив Умтити (на френски: Samuel Yves Umtiti, роден 14 ноември 1993 г.) е френски централен защитник от камерунски произход, който играе за Лил.
Умтити започва професионалата си кариера в Лион през 2012 г. и печели Купата и Суперкупата на Франция в първия си сезон с отбора. През 2016 г. преминава в Барселона, с трансфер на стойност от 25 млн. евро .
Дебютира за френския национален отбор по футбол през 2016 г. по време на Европейското първенство, а две години по-късно триумфира на Световното първенство през 2018 г. в Русия.

## Постижения
Лион
- Купа на Франция: 2011 – 12
- Суперкупа на Франция: 2012

Барселона
- Примера Дивисион: 2017 – 18, 2018 – 19
- Купа на краля: 2016 – 17, 2017 – 18
- Суперкопа де Еспаня: 2016, 2018

Франция U20
- Световно първенство по футбол за младежи: 2013

Франция
- Европейско първенство по футбол финалист: 2016
- Световно първенство по футбол: 2018